# Сала-и-Мартин, Хавьер
Хавьер Сала-и-Мартин (кат. Xavier Sala i Martín; исп. Xavier Sala-i-Martín; родился 17 июня 1962, Кабрера-де-Мар, Каталония, Испания) — испанский экономист каталонского происхождения, профессор кафедры экономики имени Джерома и Мэттью Гроссмана Колумбийского университета в США, автор индекса глобальной конкурентоспособности. Профессор также активно сотрудничает с Гарвардским, Йельским университетами в США и многими ведущими ВУЗами Барселоны. Является одним из ведущих идеологов независимости Каталонии от Испании.

## Биография
Хавьер родился 17 июня 1962 года в городе Кабрера-де-Мар, Каталония, Испания.

### Образование
Образование получил в Автономном университете Барселоны, где получил степень бакалавра по экономики в 1985 году, магистерскую степень получил в 1987 году в Гарвардском университете. В 1990 году удостоен докторской степени в Гарвардском университете. Научными руководителями докторской диссертаций Хавьера «Рост и государства» были Р. Барро, Г. Мэнкью и Д. Йоргенсон.

### Трудовая деятельность
Преподавательскую деятельность начал ассистентом профессора на кафедре экономики Йельского университета в 1990—1993 годах, ассоциированный профессор экономики Йельского университета в 1993—1996 годах. Полным профессором экономики работал в Колумбийском университете в 1996—2008 годах, а с 2008 года профессор кафедры экономики имени Джерома и Мэттью Гроссман Колумбийского университета.
Параллельно работает приглашенным профессором в Университете Помпеу Фабра с 1994 года, а в 2003—2004 годах был приглашенным профессором в Гарвардском университете. В 1993—2007 годах был консультантом Международного валютного фонда, в 1996—1998 годах и в 2001 году привлекался в качестве консультанта Всемирного банка. С 1991 года научный сотрудник Национального бюро экономических исследований. В 1992—2004 годах научный сотрудник Европейского центра экономических исследований (CEPR). В 1993—1995 годах старший научный сотрудник Института политических исследований.
Хавьер является с 2001 года членом Всемирного экономического форума в Давосе, его попечителем в вопросах Экономического роста и социальной интеграции с 2015 года, а также главным экономическим советником Всемирного экономического форума с 2006 года, соредактором «Отчёта о глобальной конкурентоспособности» с 2008 года и создателем Индекса глобальной конкурентоспособности, используемого Всемирным экономическим форумом с 2004 года.
С 2004 года член Совета директоров Telefónica, с 2004 года также основатель и президент благотворительного Фонда UMBELE, патрон Фонда Каталонии Оберта. В 2004—2010 годах казначей и член совета директоров ФК Барселона, а с июля по август 2006 года президент клуба ФК Барселона. В 2008—2010 годах член консультационного комитета по реформе социального страхования испанской ассоциации страховых компаний Unespa. В 2005—2007 годах президент экономической комиссии Барселонского экономического общества друзей страны. В 2006—2010 годах член научного совета Linguamón — Casa de les Llengües.

### Вклад в науку
В 1995 году совместно с Робертом Барро (своим научным руководителем) разработал модель распространения технологий.

### Политический активизм
Хавьер Сала-и-Мартин является активным сторонником независимости Каталонии от Испании. В своих трудах он предложил властям Каталонии использовать пропорциональную часть долга Испании в качестве инструмента шантажа: в случае добровольного согласия Испании на независимость Каталонии последняя соглашается взять на себя обязательства по выплате соразмерной части общего долга. В случае противодействия экономист посоветовал властям самопровозглашенной Каталонии отказаться брать на себя любые долговые обязательства испанской короны.

## Награды
- 1985 — двухлетняя стипендия по программе Фулбрайта,
- 1987 — стипендия от испанского банка Banco Exterior de España,
- 1989 — грант от Института бюджетных Исследований,
- 1990 — грант от Национального научного фонда,
- 1991 — грант от Banco Bilbao Vizcaya Argentaria,
- 1991 — стипендия Йельского университета в области социальных наук,
- 1992 — стипендия Йельского университета в области социальных наук,
- 1992 — грант от Европейского фонда регионального развития,
- 1992 — стипендия от Института политических реформ,
- 1992 — грант от Института бюджетных Исследований,
- 1992 — заслуженный учитель кафедры экономики Йельского университета,
- 1993 — трёхлетний грант от Национального научного фонда,
- 1994 — трёхлетний грант DGCIT от женералитета Каталонии,
- 1995 — приз Ли Хиксона за педагогическое мастерство от Йельского колледжа[англ.],
- 1996 — грант от Iberdrola,
- 1997 — грант от Iberdrola,
- 1997 — трёхлетний грант от Национального научного фонда,
- 1998 — двухлетний грант DGCIT от женералитета Каталонии,
- 1998 — премия короля Хуана Карлоса I за выдающиеся исследования в области гуманитарных и социальных наук для учёных в возрасте до 40 лет,
- 1998 — заслуженный учитель кафедры экономики Колумбийского университета,
- 1999 — один из ста самых перспективных испанских граждан в XXI веке по рейтингу газеты El País,
- 1999 — заслуженный учитель кафедры экономики Колумбийского университета,
- 2000 — премия Кеннета Эрроу от Международной организации экономистов по здравоохранению на конференции Американской экономической ассоциации,
- 2001 — «человек года в экономике» по версии Ассоциации малого бизнеса в Барселоне (CECOT) за наибольший вклад в экономику и бизнес-среду за год,
- 2002 — 16 место среди самым цитируемых экономистов в мире за 1990-е годы[6],
- 2002 — приз от Banco Herrero[англ.] как лучшему испанскому экономисту в возрасте до 40 лет,
- 2003 — премия журналистики Conde de Godo за лучшие статьи, опубликованные в испанских изданиях за год,
- 2004 — грант от Национального научного фонда,
- 2004 — премия короля Хуана Карлоса I по экономике[англ.], вручаемая раз в два года Банком Испании лучшему экономисту Испании и Латинской Америки,
- 2005 — почётный профессор Пекинского университета,
- 2005 — международная премия «земля Жирона» за лучшую благотворительную инициативу (за создание благотворительного Фонда Umbele: будущее Африки),
- 2005 — почётный профессор Китайского народного университета,
- 2006 — премия Reflexiones за лучшие статьи, связанные с вопросами здоровья, публикуемые в популярной прессе, организованной Sanitaria 2000 и Фондом AstraZeneca (за статью «Limitar Nuestra Libertad»),
- 2006 — премия Ленфеста за выдающиеся заслуги перед Колумбийским университетом,
- 2010 — премия социального совета Университета Помпеу Фабра[англ.] за качественное преподавание на курсе 2009—2010 года,
- 2011 — премия Карпентера от Бэбсон колледжа[англ.],
- 2015 — национальная премия XXI века Луиса Компаниса,
- 2015 — почётный доктор (Honoris causa) чилийского университета Развития[англ.],
- 2016 — награда за ТВ-шоу «Экономика в цвете» на телеканале «TV3 (Catalonia)[англ.]» за инновационный, доступный и дружелюбный подход к сообщению фактов экономики и бизнеса.